# Golinca davisi
Golinca davisi är en skalbaggsart som beskrevs av Waterhouse 1877. Golinca davisi ingår i släktet Golinca och familjen Cetoniidae. Inga underarter finns listade i Catalogue of Life.